# Onstwedder Holte
De Onstwedder Holte is een heuvelrug in de Nederlandse provincie Groningen. De heuvelrug, bestaande uit twee heuvels, is ontstaan in het Saalien door oprukkende gletsjers. De oostelijke heuvel, pal ten noorden van Onstwedde is met zijn 12,0 meter boven NAP het hoogst. De westelijke heuvel, bij het gehucht Höchte, is iets lager (10,3 m). 
Aan de flank van de oostelijke heuvel ligt het Dr. Hommesbos. Dit bos is ontstaan doordat het gebied te steil en te arm was voor de landbouw, daarom lieten de boeren het aan zijn lot over.
Iets ten zuiden van de heuvelrug ligt nog een derde heuvel, dit is een es genaamd 'Tichelberg'. Deze heuvel staat los van de Onstwedder Holte.

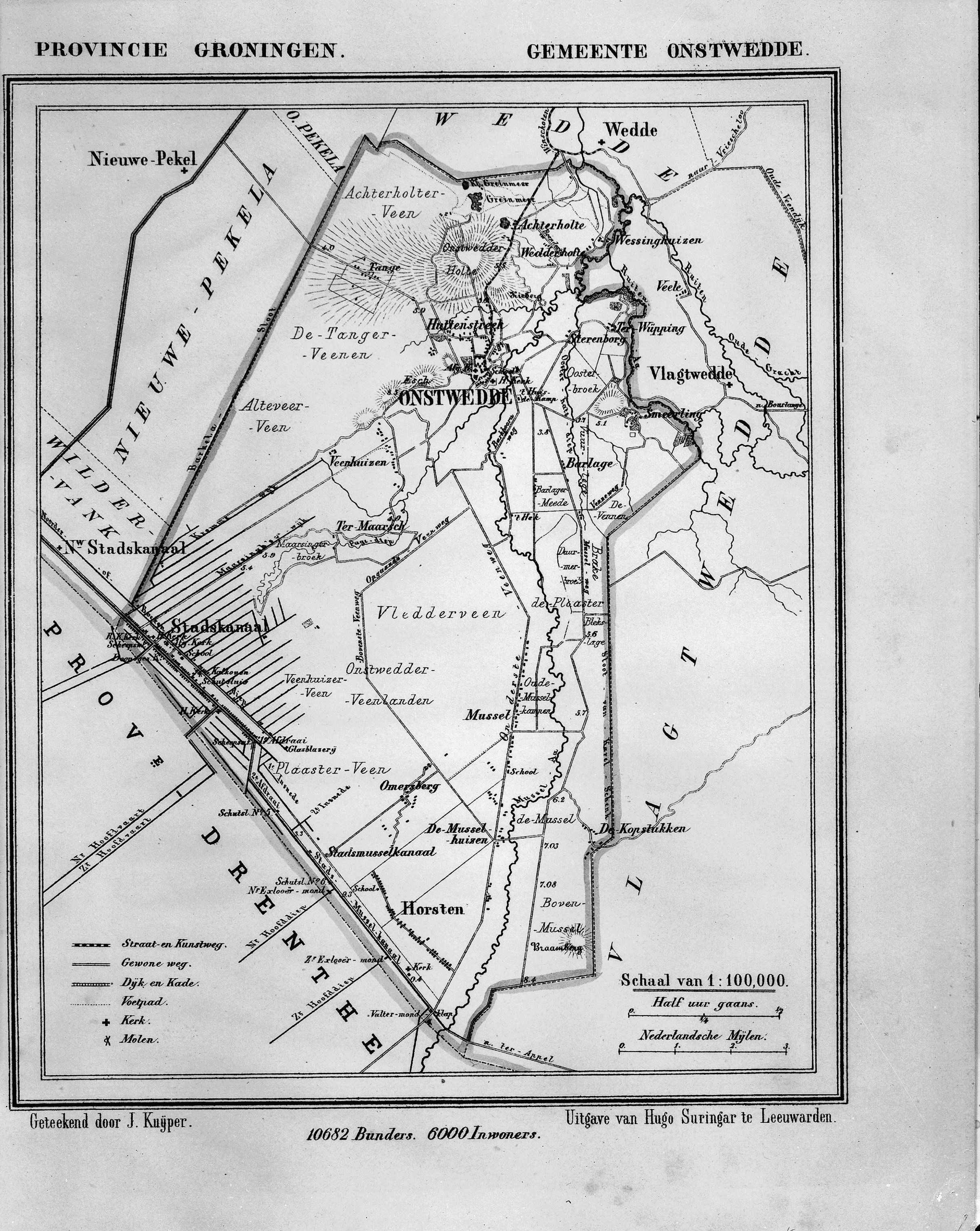
Kaart van de gemeente Onstwedde uit 1871 waarop de heuvelrug is ingetekend